# کیاسو
کیاسو (به لاتین: Chiasso) یک بخش در سوئیس است که در کانتون تیچینو واقع شده‌است. کیاسو ۹٬۲۰۰ نفر جمعیت دارد.

## نگارخانه

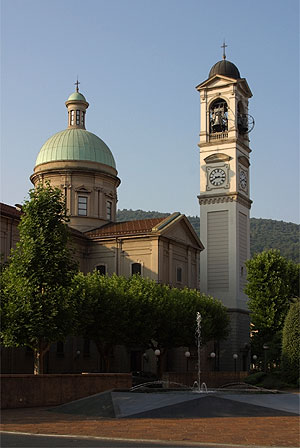
کلیسای کیاسو
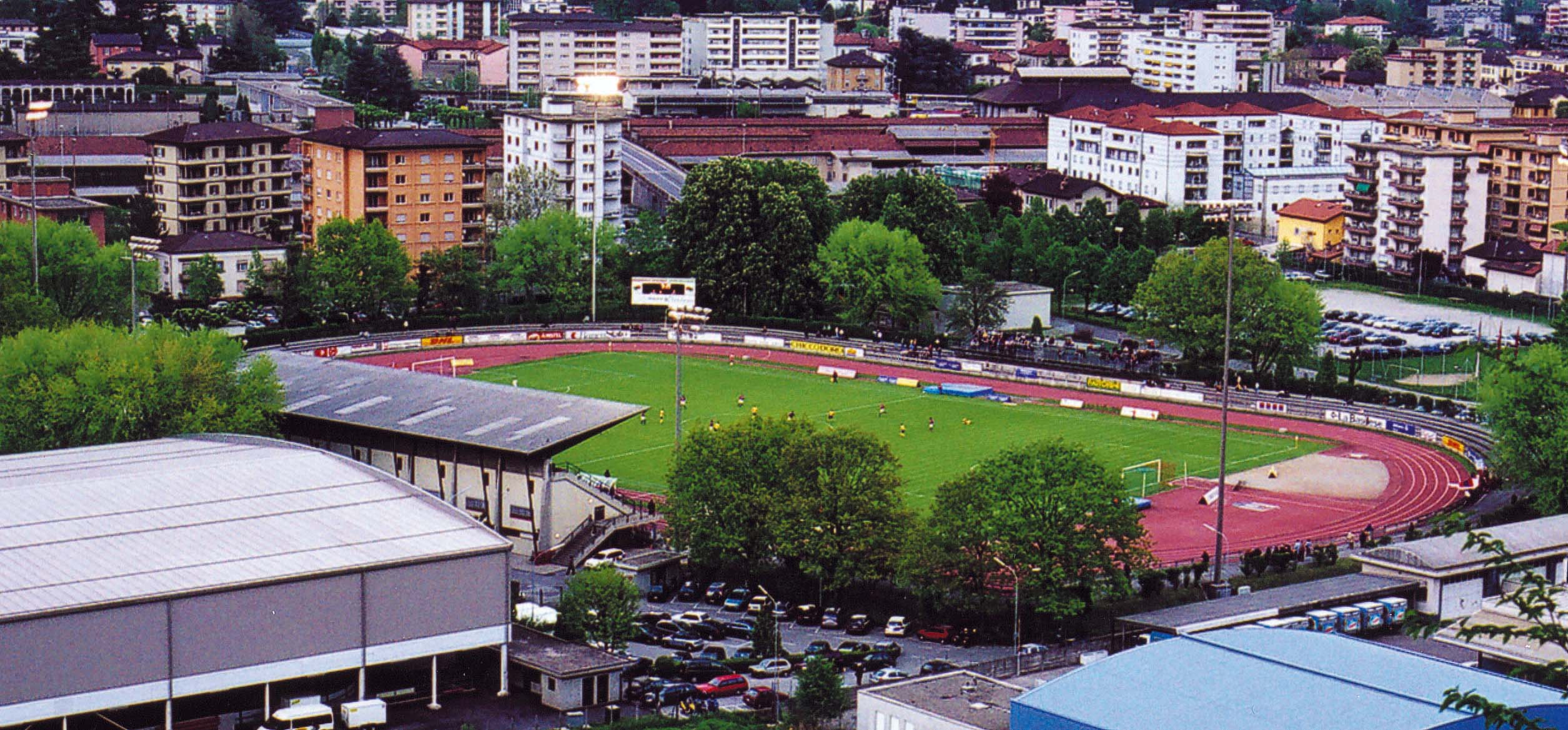
ورزشگاه کیاسو
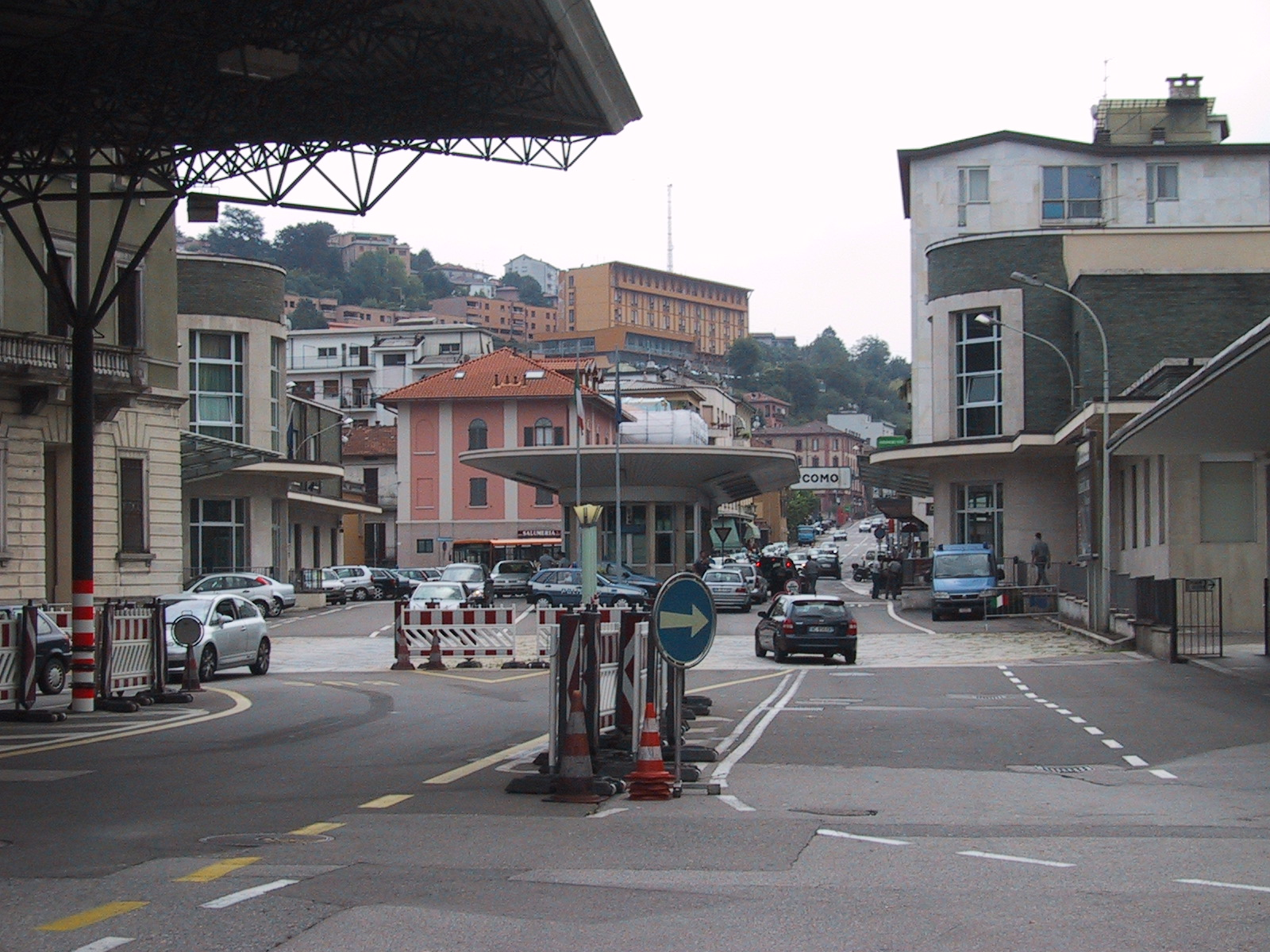
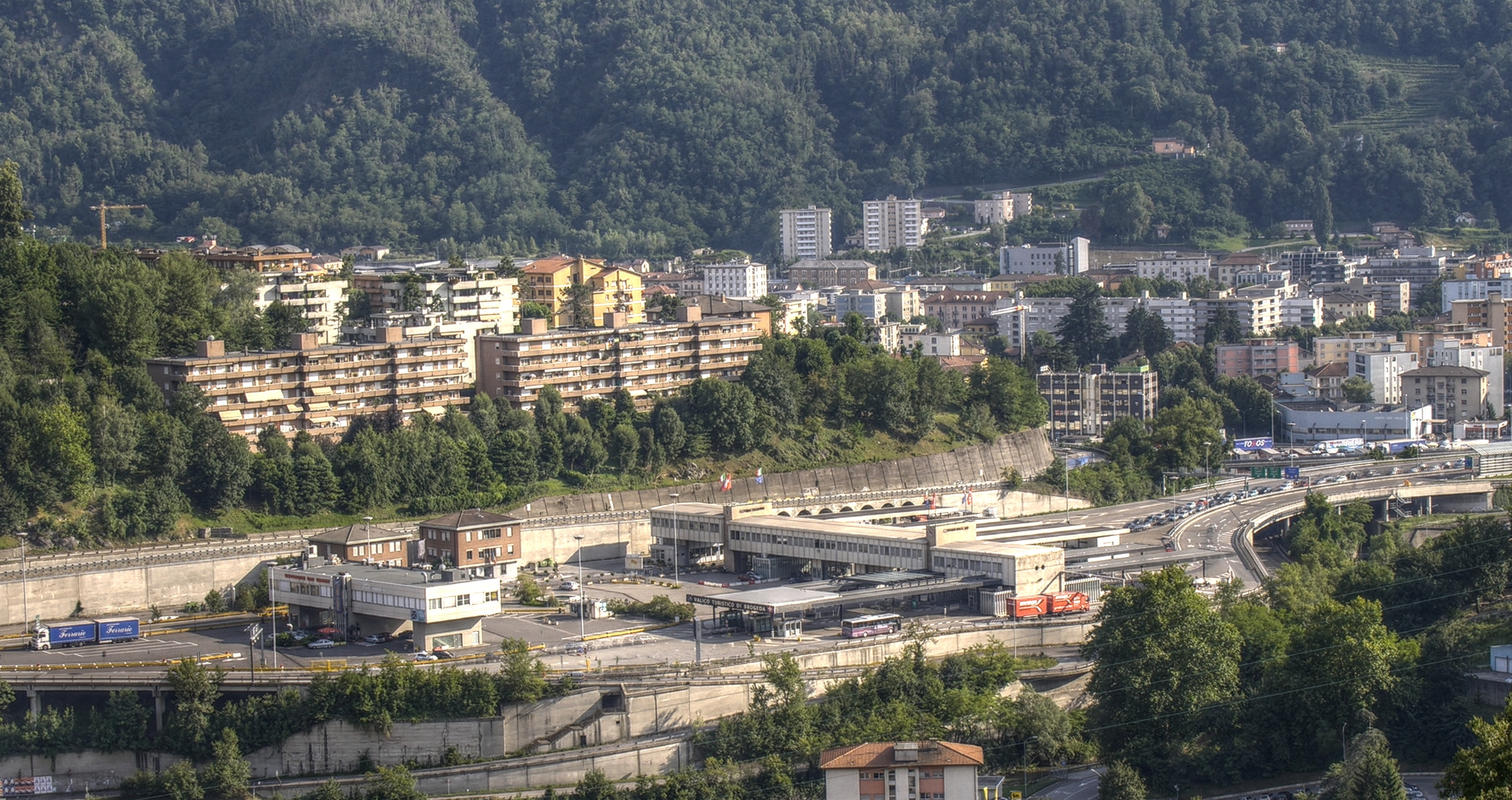
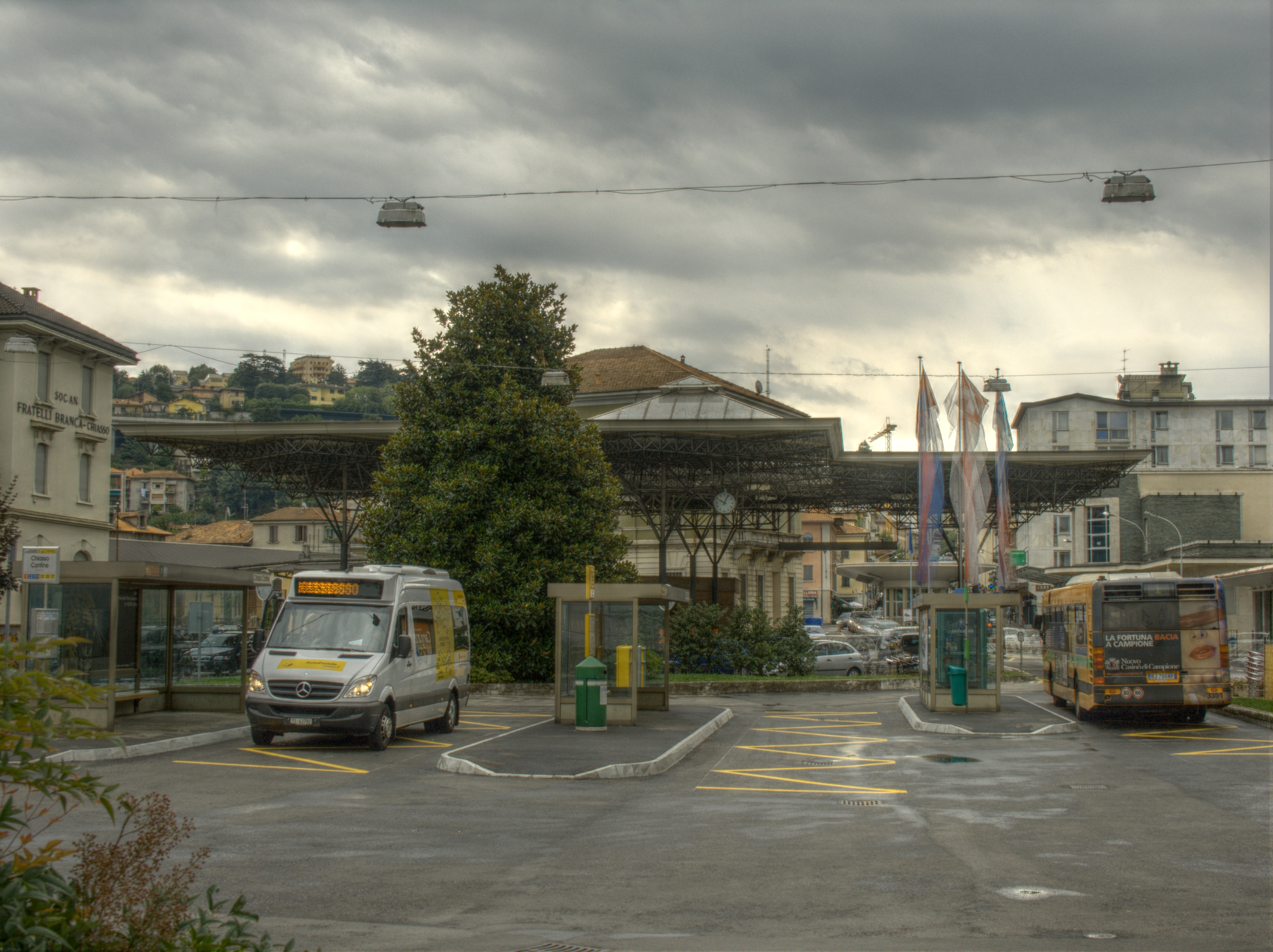
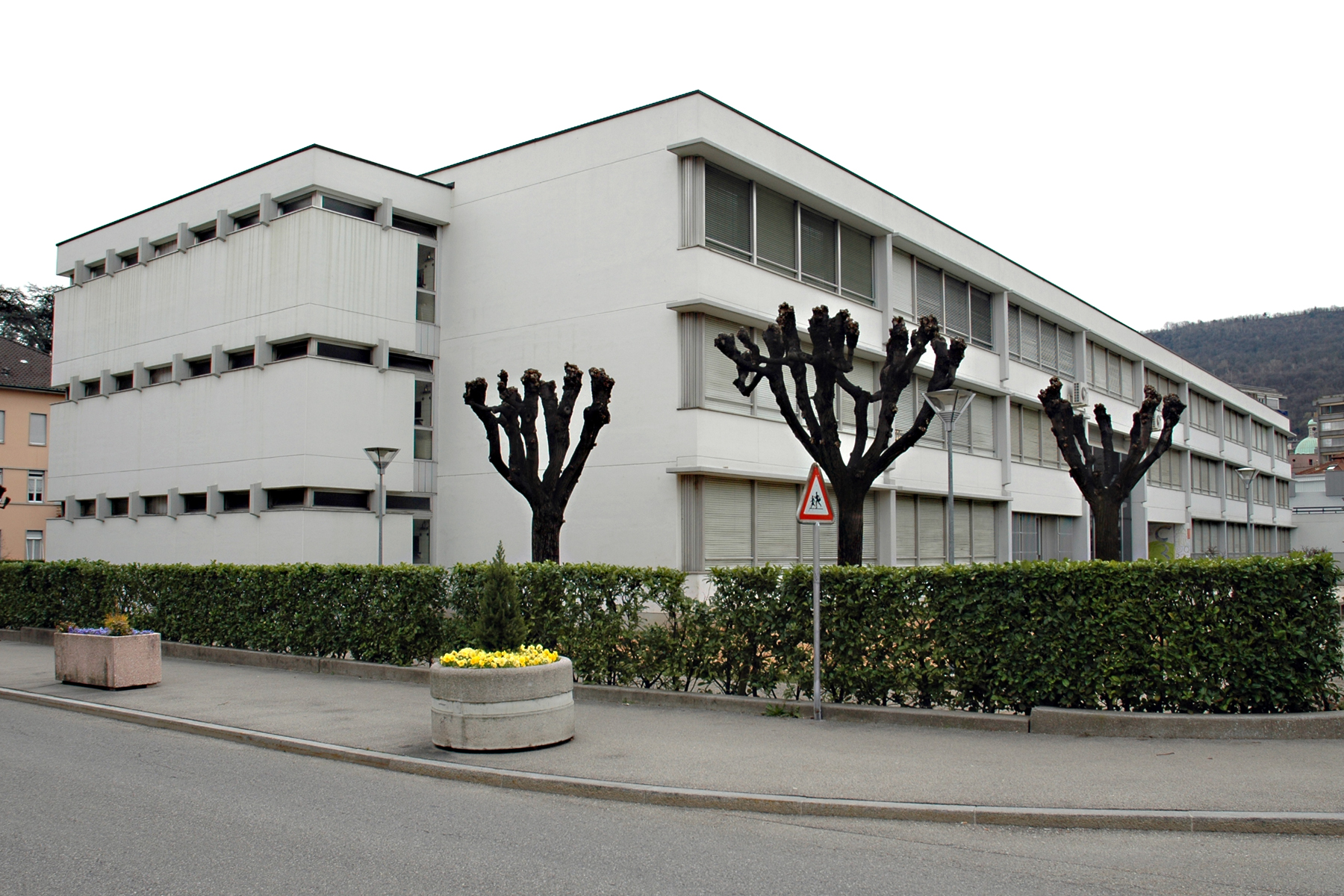